# Heemstedestraat (metrostation)
Heemstedestraat is een station van de Amsterdamse metro in het stadsdeel Nieuw-West. Station Heemstedestraat ligt aan Ringlijn 50 en werd geopend op 28 mei 1997. Per 3 maart 2019 wordt dit station ook aangedaan door metrolijn 51, die vanaf die datum vanaf station Zuid naar Isolatorweg is verlegd.
Het metrostation bevindt zich op een spoordijk ten noorden van de Heemstedestraat, waarvan het wordt gescheiden door de Slotervaart. Men kan er overstappen op tramlijn 2.
Op ca. 800 meter loopafstand bevinden zich:
- ten oosten van het station het World Fashion Centre (het voormalige Confectiecentrum) aan het Koningin Wilhelminaplein
- ten westen van het station het Nederlands Kanker Instituut met het daaraan verbonden Antoni van Leeuwenhoekziekenhuis

Isolatorweg ·
Station Sloterdijk (NS) ·
De Vlugtlaan ·
Jan van Galenstraat ·
Postjesweg ·
Station Lelylaan (NS) ·
Heemstedestraat ·
Henk Sneevlietweg ·
Amstelveenseweg ·
Station Zuid (NS) ·
Station RAI (NS) ·
Overamstel ·
Van der Madeweg ·
Station Duivendrecht (NS) ·
Strandvliet ·
Station Bijlmer ArenA (NS) ·
Bullewijk ·
Holendrecht (NS) ·
Reigersbos ·
Gein
Centraal Station (NS) ·
Nieuwmarkt ·
Waterlooplein ·
Weesperplein ·
Wibautstraat ·
Amstelstation (NS) ·
Spaklerweg ·
Overamstel ·
Station RAI (NS) ·
Station Zuid (NS) ·
Amstelveenseweg ·
Henk Sneevlietweg ·
Heemstedestraat ·
Station Lelylaan (NS) ·
Postjesweg ·
Jan van Galenstraat ·
De Vlugtlaan ·
Station Sloterdijk (NS) ·
Isolatorweg